# Фосфосидерит

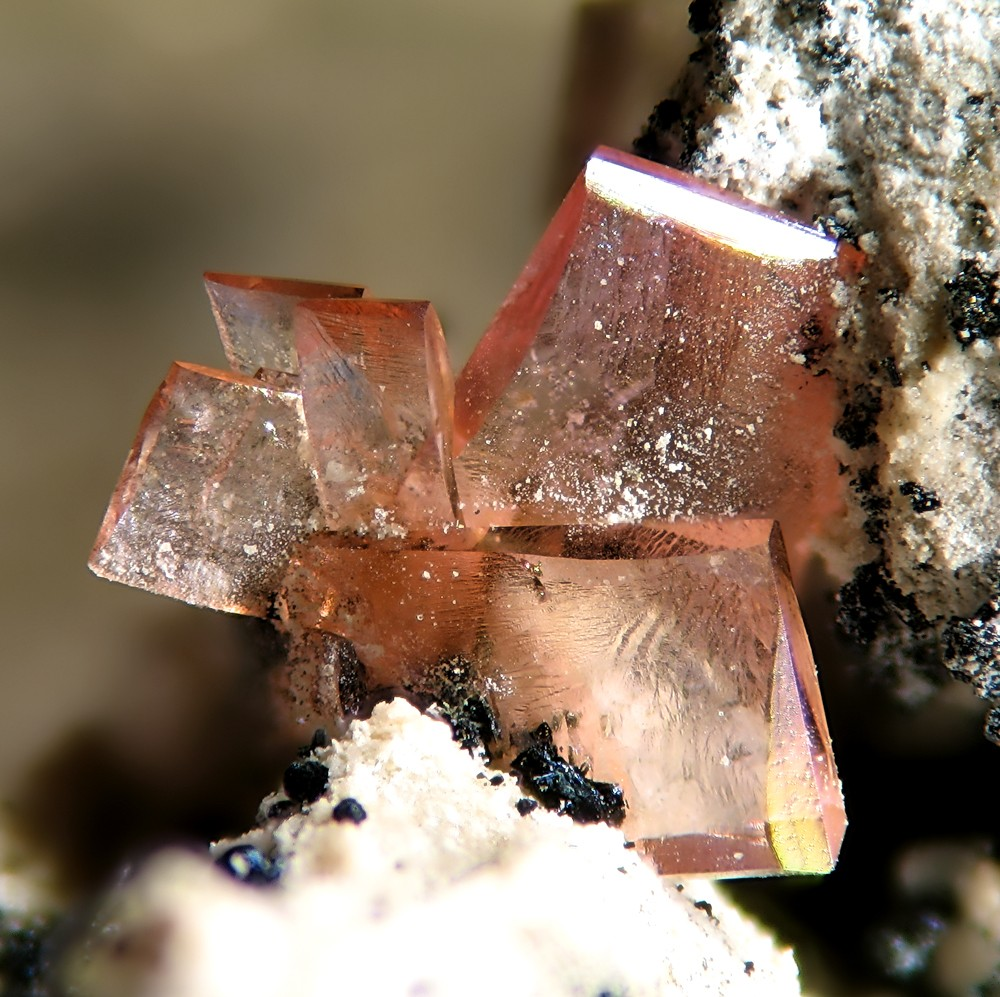
Фосфосидерит

Фосфосидерит (англ. phosphosiderite; нім. Phosphosiderit m) — мінерал, водний фосфат заліза із групи метаварисциту. Від назви хім. елементу фосфору і назви мінералу сидериту (W.Bruhns, K.Busz, 1890). Синоніми: кліноштренгіт.

## Опис
Хімічна формула: Fe3+[PO4]х2H2O.
Залізо може заміщатися алюмінієм з переходом у метаварисцит. Сингонія моноклінна. Призматичний вид. Форми виділення: таблитчасті або призматичні кристали, гроновидні маси, кірки. Спайність по (010) досконала. Густина 2,76. Тв. 3,5-4,0. Колір червоний, червонувато-фіолетовий, світло-рожевий до безбарвного. Зустрічається у залізняках та пегматитах.

## Поширення
Знайдений у залізних рудах родов. Ейзенфельд та Крейцберґ (ФРН) і на Сардинії.